# ワクムスビ
ワクムスビ（ワクムスヒ）は、日本神話の神である。『古事記』では和久産巣日神、『日本書紀』では稚産霊と表記される。
『古事記』では食物神のトヨウケビメ（豊受比売神）を生み、『日本書紀』ではその体から蚕と五穀が生じている。

## 記述

### 古事記
『古事記』では神産みの段に登場する。イザナミ（伊邪那美命）が火の神・カグツチ（火之迦具土神）を生んで火傷をし、病に伏せる。その尿（ゆまり）から、水の神・ミヅハノメ（弥都波能売神）が生まれ、次にワクムスビが生まれたとしている。食物（ウケ）の神である、トヨウケヒメを娘とする。

### 日本書紀
『日本書紀』では第二の一書に登場する。イザナミが火の神・カグツチを生んで死ぬ間際に、土の神・ハニヤマヒメ（埴山姫）と水の神・ミズハノメを生む。そこでカグツチがハニヤマヒメを娶り、ワクムスビが生まれたとしている。そして、この神の頭の上に蚕と桑が生じ、臍（へそ）の中に五穀が生じたとしている。
これは、『古事記』のオオゲツヒメ（大気都比売）や、『日本書紀』第十一の一書のウケモチ（保食神）のような、食物起源の神話となっている。しかし、この2柱の神の場合は、殺された死体から穀物が生じているのに対し、ワクムスビの場合は殺される話を伴っていない。このため、かつてはワクムスビの単純な形が古いとされていたが、現在は、「ハイヌウェレ型神話」が簡略化され、結末の部分だけが残されたものといわれている。

## 信仰
愛宕神社（京都市）、竹駒神社（宮城県）、安積国造神社（福島県）、麻賀多神社 （千葉県）などで祀られている。